# Turzo
Turzo es una localidad española perteneciente al municipio burgalés de Valle de Sedano, en la comunidad autónoma de Castilla y León. Se ubica en la comarca de Páramos.

## Ubicación

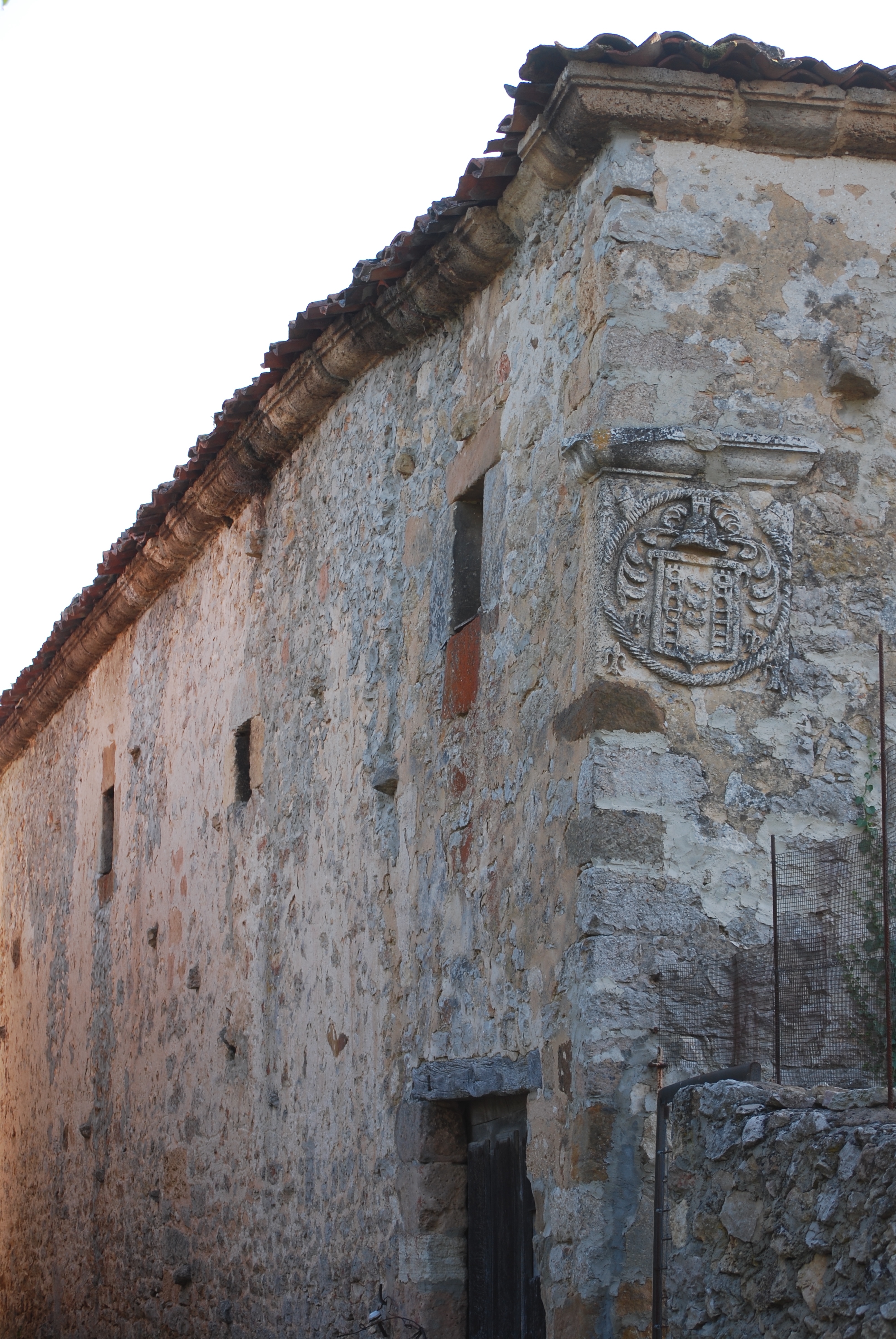
Esquina del derruido Palacio de los Gallo

En 2006 contaba con 7 habitantes. La localidad se encuentra situada 23 km al norte de la capital del municipio, Sedano, junto al Valle de Zamanzas —con acceso desde la N-623— en el espacio natural conocido como de Hoces del Alto Ebro y Rudrón.

## Historia
Turzo formaba parte del Valle de Sedano en el Partido de Burgos, uno de los catorce que formaban la Intendencia de Burgos durante el periodo comprendido entre 1785 y 1833, en el Censo de Floridablanca de 1787, jurisdicción de señorío siendo su titular el marqués de Aguilar, regidor pedáneo.
Antiguo municipio, denominado entonces «Turso», de Castilla la Vieja en el Partido de Sedano código INE-095161 que en el censo de la matrícula catastral contaba con 18 hogares y 65 vecinos. Entre el censo de 1857 y el anterior, este municipio desaparece porque se integra en el municipio 09240 Orbaneja del Castillo.

## Arquitectura

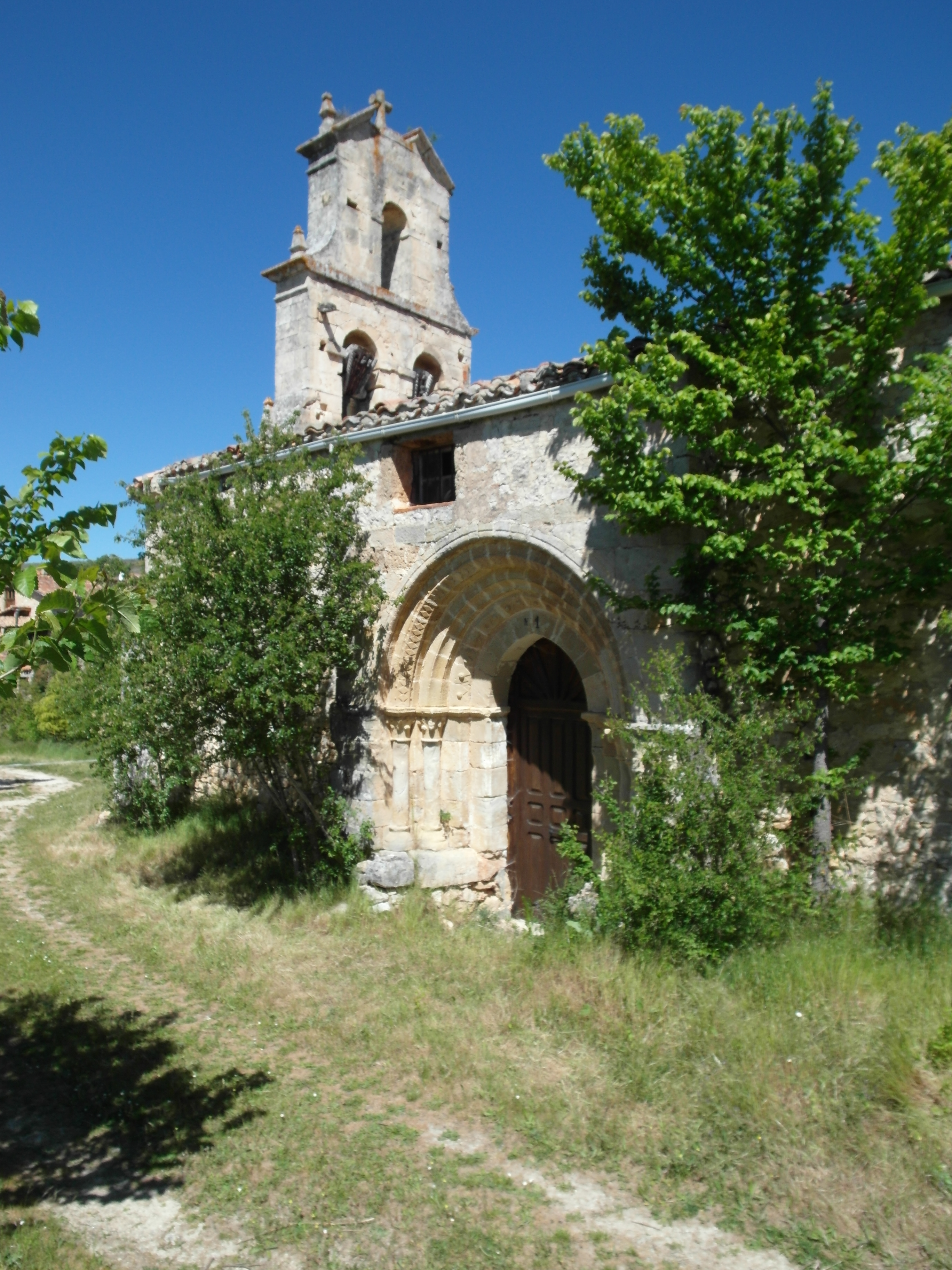
Iglesia de San Martín

La iglesia parroquial de Turzo está consagrada a san Martín de Tours. Se trata de una construcción de principios del siglo XIII según se comprueba en su magnífica portada románica, con tres arquivoltas de arco apuntado que apean sobre los dos pares de columnas culminadas por capiteles decorados con aves y vegetación, signo de eternidad. La espadaña que se levanta sobre la cara sur (el ábrego que decían los antiguos) data del siglo XVII, así como las bóvedas de crucería en estrella y terceletes de los tramos central y trasero, junto con el coro.
En el lateral del Evangelio se yergue una capilla del siglo XVI, cubierta con bóveda de ocho nervios en estrella, con una cruz flordelisada en su clave central. Goza de cuatro retablos interesantes, de entre los siglos XVII y XVIII.
Todo ello se halla en bastante mal estado de conservación a pesar de las múltiples gestiones que se han llevado a cabo para su restauración.